# Ґаґатко Андрій Михайлович
Андрій Михайлович Ґаґатко (24 серпня 1884, с. Андрушківці, Королівство Галичини та Володимирії, Австро-Угорщина — 1944, Прага) — правник, кандидат адвокатури, доктор юридичних наук та філософії, публіцист, москвофіл. Секретар Ужгородської Народної ради (1919). Депутат Народних Зборів Чехословаччини (25 квітня 1920 — 25 вересня 1929).

## Життєпис
Андрій Ґаґатко народився 24 серпня 1884 року в с. Андрушківці на Лемківщині. Закінчив Сяноцьку гімназію та Львівський університет.Працював вчителем у селі Туринка на Жовківщині.
У 1914 році був заарештований австрійською владою за москвофільство та перебував у Талергофі. Один з діячів Лемко-Русинської Республіки.
Від 1919 року працював та мешкав на Закарпатті. Працював гімназійним вчителем в Ужгороді. 8 жовтня 1919 року, під час засідання Центральної Руської Народної Ради був серед тих, хто зривав синьо-жовті відзнаки у членів зібрання.
22 квітня 1919 року Андрій Ґаґатко був членом делегації Центральної Руської Народної Ради, яка вела перемовини у Празі щодо майбутнього  Підкарпатської Русі.
10 березня 1920 року Андрій Ґаґатко перебував у Празі в складі депутації у справі створення герба Підкарпатської Русі, яка складалась із членів Центральної Руської Народної Ради. Андрій Ґаґатко та Іларіон Цурканович запропонували свій варіант герба Підкарпатської Русі. На їхньому проекті герба у лівій половині: червоний ведмідь, на білому фоні, спирався на сині гори, у правій половині: на синьому фоні білий хрест. Тобто проект герба мав барви російського триколору. Але чеські геральдисти підредагували цей проект, прибрали синю гору та білий хрест.
У 1920 році Андрія Ґаґатка та діячем галицького москвофільського руху Іларіоном Цуркановичем була створена «Карпаторуська трудова партія». Значну частину членів партії становили російські емігранти, колишні кадети та
есери, які після жовтневого заколоту 1917 року оселилися на Закарпатті.
Був обраний депутатом Народних Зборів Чехословаччини у квітні 1920 році. Після виборів у 1924 році, завдяки блокуванню з Чехословацькою народно-соціалістичною партією (ЧНСП), знову обраний до Народних Зборів. 15 листопада 1925 року, після проведення дострокових парламентських виборів, був обраний від Підкарпатської Русі до Народних Зборів Чехословаччини.
Після 1925 року займався адвокатською практикою.
Редактор тижневої газети «Русская Земля», що була друкованим органом «Карпаторуської трудової партії».
Помер у 1944 році в Празі.

## Доробок
- Іосафатъ Кунцевичъ: его житье и деятельность / А. О. К. — По конфискаціи 2-е изд. — Львовъ: Андрей Гагатко, 1911. — 24 с.